# Bye bye Sverige
Bye bye Sverige är en miniserie i Sveriges Television som hade premiär den 7 december 2017. Serien är producerad av Karin af Klintberg och handlar om den stora svenska emigrationen mellan 1850 och 1910, huvudsakligen till USA. Serien är ett infotainmentprogram i samma stil som Historieätarna. Programledare är Lotta Lundgren och Erik Haag, och i birollerna syns Kakan Hermansson och Olof Wretling. 
I programmet medverkar forskare och författare som Richard Tellström, Bo Eriksson, Yvonne Hirdman, Ulf Beijbom, Lisa Pelling, Eva Dahlman, Kristina Ekero Eriksson, Anna Maria Forssberg, Emma Frans, Barry Moreno, Lennart Pehrson, Gunlög Fur, Joy Lintelmalm, Ola Larsmo, Michael Okey, Dag Blanck och Sofia Tingsell.

## Avsnitt
| Nr | Sändningsdatum   | Titel                                |
| -- | ---------------- | ------------------------------------ |
| 1  | 7 december 2017  | Dög det åt far min, duger det åt mig |
| 2  | 14 december 2017 | Äntligen på väg                      |
| 3  | 21 december 2017 | Det nya landet                       |